# Барнич Ярослав Васильович
Яросла́в Васи́льович Ба́рнич (англ. Yaroslav Barnych, 30 вересня 1896, Балинці  — 1 червня 1967, Клівленд, штат Огайо, США) — український композитор, диригент, педагог, скрипаль, громадський діяч.

## Життєпис
Михайло Ярослав Васильович Барнич народився 30 вересня 1896 року в селі Балинці поблизу Коломиї нині Снятинського району Івано-Франківської області в сім'ї директора школи.
У 1906—1914 роках навчався в Коломийській гімназії. 1914 року добровольцем вступив до легіону Українських січових стрільців. У жовтні 1915 року склав гімназійний іспит зрілості у Відні.
Разом із Михайлом Гайворонським Ярослав Барнич організував струнний квартет Українських січових стрільців, до складу якого увійшли Антін Баландюк і Роман Лесик. 1916 року Барнич став диригентом Українського театру товариства «Бесіда» у Львові (керівник А. Будзинський). Було поставлено «Хату за селом», «Гриця», «Наталку Полтавку», «Катерину», «Гальку» та інші.
1921 року працював у мандрівній трупі «Українська театральна дружина» Василя Коссака (Коломия, Чортків, Збараж), а також у Театрі Б. Овчарського (Львів).
У 1921—1924 роках диригував в Українському театрі товариства «Бесіда» під керівництвом Йосипа Стадника.
1924 року Барнич закінчив Львівський вищий музичний інститут імені Миколи Лисенка (викладачі М. Зуна, О. Ясеницька-Волошин, Василь Барвінський). Ще декілька років пішло на пошуки роботи: в Ужгороді був диригентом оркестру місцевого театру, в Самборі вчителював. В 1929 р. — переїзд до Станиславова (нині Івано-Франківськ), вчительська праця в школах, гімназіях, семінарії сестер Василіянок, державному Музичному інституті ім. С. Монюшка, польській Вищій школі ім. Ф. Шопена, диригування тамтешнім «Бояном». Це був особливо творчий період композитора.
Одружився з акторкою Ярославою Рубчак 13.07.1922, став батьком Ірини.
Ось що пише про нього дружина:

| Праці було багато, але він жив нею. Особливо успішною була праця зі шкільною молоддю. Із молодими співаками-учнями чоловік творив дива. Кожний шкільний концерт був подією у Станиславові… Саме в той час він розпочав компонувати музику легкого жанру. Пригадую, коли я з дітьми повернулася з одних вакацій додому, то Ярослав зробив нам несподіванку. Сів біля цитри (фортепіано ми ще не мали) і заграв дві свої композиції до слів проф. Романа Савицького — два танго: «Ой, соловію» та «Хлопче мій, хлопче». Ми були в захопленні і просто примусили його далі щось таке легке й мелодійне творити. За короткий час з'явилися такі його твори, як «О, гарна крале», «Запізно», «Молоді емерити», «Лист» і врешті — славне танго — пісня «Гуцулка Ксеня»[3]. |
Барнич увійшов в українську музику як основоположник модерної української оперети. Усього написав 4 оперети: «Дівча з Маслосоюзу» (1933), «Шаріка» (1934), «Пригода в Черчі» (1936), «Гуцулка Ксеня» (1938). Також композитор творив у жанрі пісні-танго, створивши довершені речі «Ох Соловію», «Чи тямиш?», «Гуцулка Ксеня» та ін. Невипадково його називали «українським Лєгарем». Це був композитор європейської школи і стилю.
Водночас Ярослав Барнич є автором і патетико-трагічної симфонічної сюїти «Батурин» та тему «Мазепи» Б. Лепкого. Це велична і монументальна музика, яку поки що не вдалося виконати для симфонічного оркестру. Окремі фрагменти твору виконували лише на вечорі пам'яті Я. Барнича у Дрогобичі (1996 р. виконання О. Терлецької, фортепіано). Цей твір був поставлений повністю в Америці 1949 року Володимиром Блавацьким.
З осені 1939 року працював диригентом Станиславівського муздрамтеатру, симфонічного оркестру філармонії, у 1940 р. створив Гуцульський ансамбль пісні і танцю. В роки німецької окупації обіймав посаду диригента Львівської опери.
Перед приходом «других совітів», будучи вже відомим композитором і диригентом, подався на еміграцію. Західна Німеччина (1944—1949), США (з 1949 р.), праця в різних установах, батута над хорами, постановки опер і оперет, концерти тощо. У 1952 р. в Нью-Йорку створюється Український Музичний Інститут, а в одній із його філій у містах Клівленді і Лорейні працює Ярослав Барнич, де викладає гру на скрипці та теоретичні предмети.
Впродовж 15-ти років (1951—1966) Ярослав Барнич працював художнім керівником та диригентом Українського хору імені Тараса Шевченка (Клівленд, США) й провів з ним понад 100 великих імпрез (концертних виступів та сценічних постановок). Отримав звання «Почесний громадянин м. Вінніпега» (Канада, 1961 р.) за концертну програму до відкриття пам'ятника Тарасові Шевченку.
В 1966 р. діаспора широко відзначила 70-річчя композитора, вручивши йому «Золоту батуту» зі слонової кістки та золотим окуттям. Своє вітання і благословення надіслали ювілярові Папа Римський Павло VI, глава УГКЦ Йосиф Сліпий. 23 квітня 1966 р. було оголошене «Днем Барнича» у штаті Огайо.
1 червня 1967 р. Ярослава Барнича не стало. Похований у Клівленді (Огайо, США). Остання робота митця — п'єса-казка на три дії «Чародійна сопілка». На прохання його дружини Ярослави Барнич текст «Чародійної сопілки» був дописаний Леонідом Полтавою, а музика — Богданом Сарамагою та Василем Овчаренком.

## Пам'ять
- Кремлівськими «визволителями» творчість і саме ім'я композитора Ярослава Барнича були заборонені.
- У селі Балинці, де народився композитор, відкрито меморіальну дошку.
- В Івано-Франківську та Коломиї іменем Барнича названо вулиці.
- У селі Джурів іменем Барнича названо дитячу школу мистецтв.